# Lepidapedon oregonensis
Lepidapedon oregonensis är en plattmaskart. Lepidapedon oregonensis ingår i släktet Lepidapedon och familjen Lepocreadiidae. Inga underarter finns listade i Catalogue of Life.